# ۶۶۶ (میلادی)
۶۶۶ (میلادی) ششصد و شصت و ششمین سال تقویم میلادی است.

## درگذشتگان
‎